# Body worship
Body worship é qualquer prática que visa cultuar ou venerar uma parte do corpo de alguém ou o corpo como um todo. É usualmente feita como um ato de submissão num contexto BDSM. Os tipos mais comuns de body worship consistem na adoração às nádegas, vulva, pênis, seios, músculos ou pés.
Às vezes a prostração é usada para reforçar o senso de inferioridade do submisso. Ações como beijar, lamber, chupar ou acariciar determinada parte do corpo são comuns no body worship. Quando utilizado em atividades BDSM, o submisso geralmente irá tomar alguma dessas ações somente quando permitido ou instruído pelo parceiro dominante. Como alternativa, o body worship também pode ser realizado com menos ênfase em qualquer jogo de poder, onde o praticante apenas tem admiração por uma parte do corpo do parceiro e deseja louvar essa beleza.
Embora a pessoa dominante possa incentivar o submisso, seja verbalmente ou através de ataques físicos como o spanking, ela normalmente recebe a adoração corporal de forma mais passiva. Apesar de ser menos comum, os papéis também podem ser revertidos se a pessoa dominante tiver interesse em venerar alguma parte do corpo do submisso.
Em alguns casos, essa prática também pode ser implementada com praticantes de macrofilia, onde geralmente um homem é dominado por uma mulher maior que ele.

## Subgêneros
Ass worship é o termo usado para descrever a adoração às nádegas e/ou ao ânus. A prática do facesitting é comumente utilizada nesse tipo de adoração, onde o submisso muitas vezes realiza anilíngua na pessoa dominante. O breath play também pode ser implementado no ass worship como forma de sufocamento do submisso. Na maioria das vezes, a mulher é quem realiza o papel dominante e o homem é quem realiza o papel submisso no ass worship.
O termo pussy worship é utilizado para se referir a adoração à vulva. Assim como no ass worship, o facesitting é uma prática comum no pussy worship, onde o submisso geralmente realiza a cunilíngua, e em alguns casos o breath play também pode ser implementado como forma de sufocamento do submisso. Na maioria dos casos, a mulher terá total controle dessa atividade ao decidir quando e como o submisso deverá realizar o sexo oral ou colocando ele apenas para admirar e reverenciar a beleza da região genital feminina. Goddess worship é uma extensão do body worship utilizado no BDSM para o ato de venerar a dominadora como um todo e não apenas uma única parte do corpo.
Já o cock worship é utilizado para descrever a adoração ao pênis. Na maioria das vezes, o foco dessa prática está em conceder prazer sexual através de contatos físicos como felação ou onanismo. A pessoa que está recebendo o cock worship não necessariamente precisa ter um pênis, pois essa prática também pode ser realizada com uma pessoa que está utilizando uma cinta peniana.
Muscle worship é o termo utilizado para se referir ao ato de venerar os músculos de alguém. Esse tipo de prática também pode ser comum em sessão de wrestling, em situações onde o submisso tem desejo em ser derrotado por uma pessoa com uma grande quantidade de músculos desenvolvidos.
A adoração aos seios é geralmente referida como breast worship. Apesar do contato físico com os seios ser algo comum nessa prática de adoração, também é comum a dominadora proibir o submisso de tocar nos seios como uma forma de tortura psicológica durante o breast worship.
Foot worship é uma vertente da podolatria onde a adoração é voltada aos pés. Beijar, lamber, chupar e massagear os pés são práticas comuns dentro desse tipo de adoração, assim como ser humilhado através do trampling. Essa prática também pode ser conciliada com o boot worship ou o shoe worship, que consiste em cultuar as botas ou demais calçados do parceiro durante práticas BDSM.